# Thalassoma virens
Thalassoma virens är en fiskart som beskrevs av Gilbert, 1890. Thalassoma virens ingår i släktet Thalassoma och familjen läppfiskar. IUCN kategoriserar arten globalt som sårbar. Inga underarter finns listade i Catalogue of Life.